# ジェームス・テイラー (アルバム)
『ジェームス・テイラー』(James Taylor、旧邦題『心の旅路』) は1968年12月6日に発売されたアメリカのシンガー・ソングライター、ジェームス・テイラーのセルフタイトルのデビュー・アルバム。
このアルバムはアップル・レコードで初めての英国人以外による録音であり、テイラーにとってはこのレーベルからの唯一のリリースとなった。南アフリカではFirst Album のタイトルで発売された。

## 背景
アルバムはビートルズが新たに結成したレーベルアップル・レコードのA&Rチーフのピーター・アッシャーにプロデュースされた。テイラーはビートルズの『ホワイト・アルバム』のレコーディングと同時期の1968年7月から10月にかけて、ロンドンのトライデント・スタジオでアルバムを録音した。トライデントはこの当時、イングランドで最も技術的に先進的なスタジオであり、とても混んでいたので、ビートルズによって予約されたセッション時間の一部がテイラーのアルバムの録音に使用された。ポール・マッカートニーとピーター・アッシャーがアレンジャーのリチャード・アンソニー・ヒューソンを何曲かにオーケストレーションを加えるために招き、曲と曲との間に珍しい「リンク」パッセージを追加したが、これらの曲は良くても混合的な評価を受けることになった。

## 楽曲
注目すべき楽曲としては「彼女の言葉のやさしい響き」、「思い出のキャロライナ」および 「雨の日の男」"Rainy Day Man" などがあげられる。マッカートニーとクレジットにはないがジョージ・ハリスンがそれぞれその歌詞の"holy host of others standing around me"でビートルズに言及している「思い出のキャロライナ」でベースとバッキング・ボーカルをでゲスト参加したが、「彼女の言葉のやさしい響き」"Something in the Way She Moves" のタイトルがハリスンに「サムシング」のきっかけを提供した。(偶然にも、テイラーはこの曲をコーラスのドミナント・ラインにちなんで "I Feel Fine "と呼ぶつもりだったと言っているが、タイトルはすでにビートルズの曲に取られていた)。テイラーはまた、2枚目のアルバムで画期的なヒットとなるファイアー・アンド・レインの極めて初期のバージョンも録音したが、アッシャーはアルバムに収録しなかった。

## 発売と反応
| 専門評論家によるレビュー   | 専門評論家によるレビュー |
| レビュー・スコア           | レビュー・スコア         |
| 出典                       | 評価                     |
| -------------------------- | ------------------------ |
| オールミュージック         | [ 8 ]                    |
| 『ポピュラー音楽百科事典』 | [ 9 ]                    |
| 『Mojo』                   | [ 10 ]                   |
| MusicHound Rock            | 3.5/5                    |
| 『ローリング・ストーン』   | (favorable)              |
| Rolling Stone Album Guide  | [ 12 ]                   |
| Tom Hull                   | B–                       |

アルバムはアップル・レコードからイギリスでは1968年12月6日に、アメリカでは1969年2月に発売された。ローリング・ストーン誌のジョン・ランドーの「このアルバムは長い間吸ってきた新鮮な空気の中でも最もクールなものだ。このアルバムは私をノックアウトする」という非常に好意的なレビューを含めて、評論家の反応は概ね良好だった。レコードの商業的な可能性は、テイラーが薬物中毒で入院していたためにプロモーションができず、売れ行きは芳しくなかった。「思い出のキャロライナ」（B面："Something Wrong"）が1969年2月にイギリスでシングル(APPLE 32)としてリリースされたが、チャートには入らなかった。このシングルはアメリカでは1969年3月にAPPLE 1805としてリリースされたが、118位に届いたにすぎなかった。"Knocking 'Round the Zoo"がB面を"Something's Wrong"としてフランスで発売された(APF 506)。
1970年代のアップルからの使用許諾を得る困難さから、テイラーの『グレイテスト・ヒッツ』のためにテイラーは1976年に「思い出のキャロライナ」と「彼女の言葉のやさしい響き」を再録音した。

## 収録曲
特記あるものを除き、ジェームス・テイラーの作詞作曲。
演奏時間はオリジナルのアップルのLPレコードのラベル記載の数値。
サイド1
1. "Don't Talk Now" – 2:36
2. "Something's Wrong" – 3:00
3. 「ノッキング・ラウンド・ザ・ズー」"Knocking 'Round the Zoo" – 3:26
4. "Sunshine Sunshine" – 3:30
5. "Taking It In" – 3:01
6. 「彼女の言葉のやさしい響き」 "Something in the Way She Moves" – 2:26

Side two
1. 「思い出のキャロライナ」"Carolina in My Mind" – 3:36
2. "Brighten Your Night With My Day" – 3:05
3. "Night Owl" – 3:38
4. "Rainy Day Man" (Taylor, Zach Wiesner) – 3:00
5. "Circle Round the Sun" (Traditional; arranged by Taylor) – 3:24
6. "Blues Is Just a Bad Dream" – 3:42

CD bonus tracks (2010 remaster)
1. "Sunny Skies" (Demo) – 2:12
2. "Let Me Ride" – 3:57
3. "Sunshine Sunshine" (Demo) – 2:51
4. "Carolina in My Mind" (Demo) – 3:06

## 参加ミュージシャン
- ジェームス・テイラー – リード・ボーカルおよびアコースティックギター（全曲）、パーカッション(1)、エレクトリックギター(9)
- リチャード・ヒューソン – オーケストレーション(2,3,4,7,8,9,11,12)
- ドン・シン（英語版） - オルガン(1)、ハープシコード(1,5,6-intro link)、エレクトリックピアノ(8)
- ルイス・セナモ（英語版） – ベースギター(1,2,3,5,8,9,10)
- ビショップ・オブライエン – ドラムス(2,3,5,7,8,9,10,11)
- ピーター・アッシャー – パーカッション(1)、ボーカル(1,7,10)、タンバリン(7)
- スカイラ・カンガ（英語版） – ハープ (4)
- ミック・ウェイン（英語版） – ギター(7)
- フレディー・レッド（英語版） – オルガン(7)
- ポール・マッカートニー – ベースギター(7)
- ジョージ・ハリスン – バッキングボーカル(7) (クレジットなし)